# Даниловка (Красноармейский район)
Дани́ловка — село в Красноармейском районе Саратовской области России. Входит в состав Гвардейского муниципального образования.

## География
Село находится в лесостепи, в пределах Приволжской возвышенности, являющейся частью Восточно-Европейской равнины, вблизи администравтивной границы с Волгоградской областью, к востоку от автодороги Саратов — Волгоград, на расстоянии 50 км к юго-западу от Красноармейска, административного центра района, и 110 км к юго-западу от Саратова, административного центра области.

### Уличная сеть
- ул. Зелёная,
- ул. Центральная,
- ул. Школьная.

## Население
| 2002 | 2010 |
| ---- | ---- |
| 209  | ↘106 |

## Инфраструктура
Личное подсобное хозяйство с зоной сельскохозяйственного использования, индивидуальная застройка усадебного типа.

## Транспорт
Село доступно автотранспортом.